# Marguerite de Biest
Marguerite de Biest est une religieuse cistercienne qui fut la 4e abbesse de l'abbaye de la Cambre.